# NGC 7130
NGC 7130 est une galaxie spirale particulière située dans la constellation du Poisson austral. Sa vitesse par rapport au fond diffus cosmologique est de 4 586 ± 23 km/s, ce qui correspond à une distance de Hubble de 67,6 ± 4,8 Mpc (∼220 millions d'al). NGC 7130 a été découverte par l'astronome britannique John Herschel en 1834. Elle fut également découverte indépendamment par l'astronome américain Lewis Swift le 17 septembre 1897 et par la suite listée comme étant IC 5135 au sein de l'Index Catalogue.
La classe de luminosité de NGC 7130 est I. De plus, elle est une galaxie active de type Seyfert 2 et, selon la base de données NASA/IPAC, elle est aussi une galaxie LINER, c'est-à-dire une galaxie dont le noyau présente un spectre d'émission caractérisé par de larges raies d'atomes faiblement ionisés.
NGC 7130 est une galaxie lumineuse dans la domaine des infrarouges (LIRG), et renferme des régions d'hydrogène ionisé (HII). Plusieurs études indiquent également que des régions de sursaut de formation d'étoiles sont présentes dans le centre de cette galaxie,,. Un article publié en 2015 estime que le taux de formation d'étoiles dans NGC 7130 est de 20,93 ± 0,05 {\displaystyle M_{\odot }}/an.  
En se référant à un livre publié en 1976, la base de données NASA/IPAC indique que NGC 7130 forme une paire de galaxies avec IC 5131. Cependant, comme plusieurs paires mentionnées dans cet ouvrage, ces deux galaxies ne forment pas une paire réelle, car la distance de Hubble de IC 5131 est de 35,00 ± 2,52 Mpc (∼114 millions d'al). Les deux galaxies sont donc à plus de 100 millions d'années-lumière l'une de l'autre et ne constituent qu'une paire optique. Cependant, les données recueillies par le relevé DSS montrent que deux galaxies naines sont situées à 50" (environ 15,5 kpc (∼50 600 al)) au nord-ouest et à 30"(environ 9 kpc (∼29 400 al)) au sud-ouest de NGC 7130.

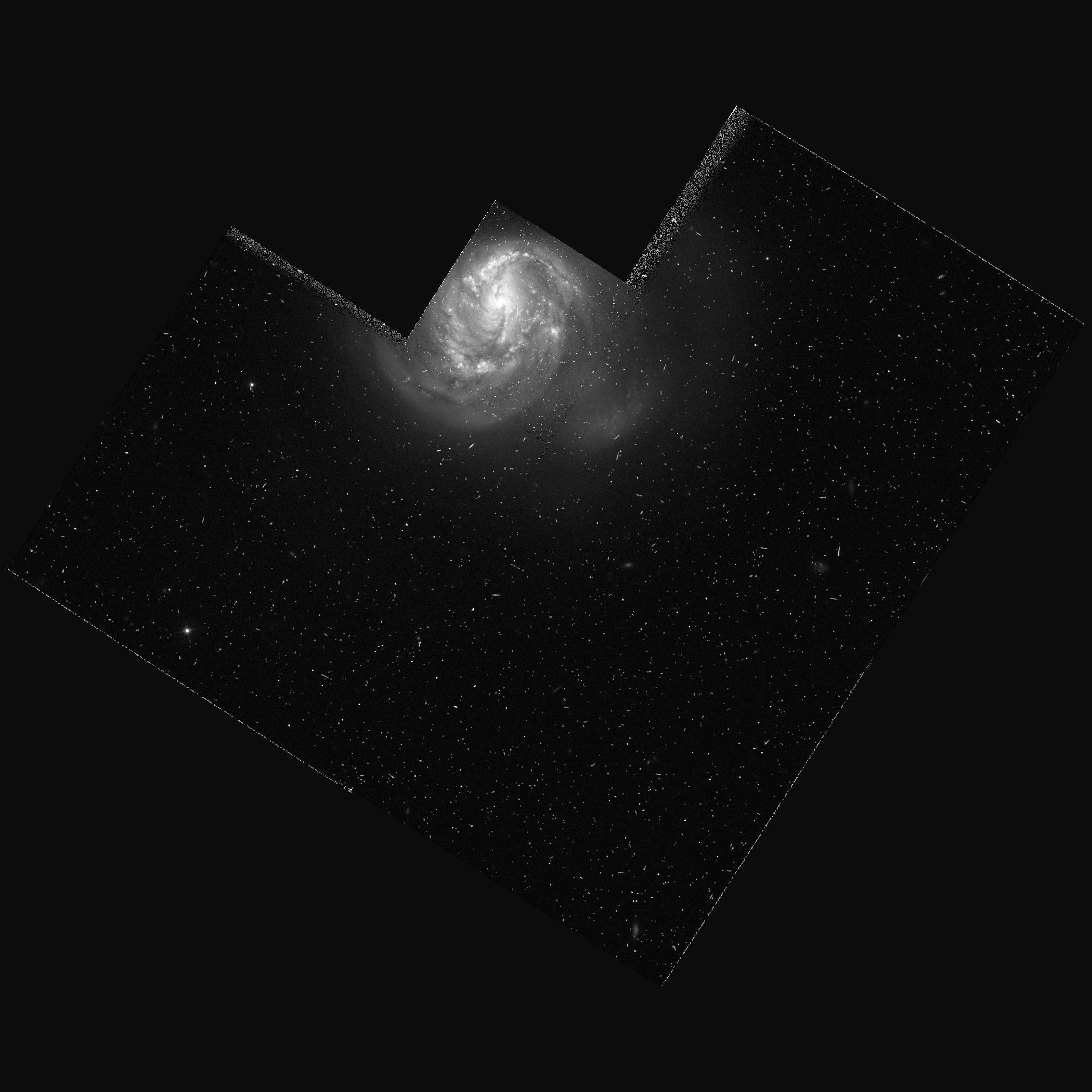
NGC 7130 par le télescope spatial Hubble.

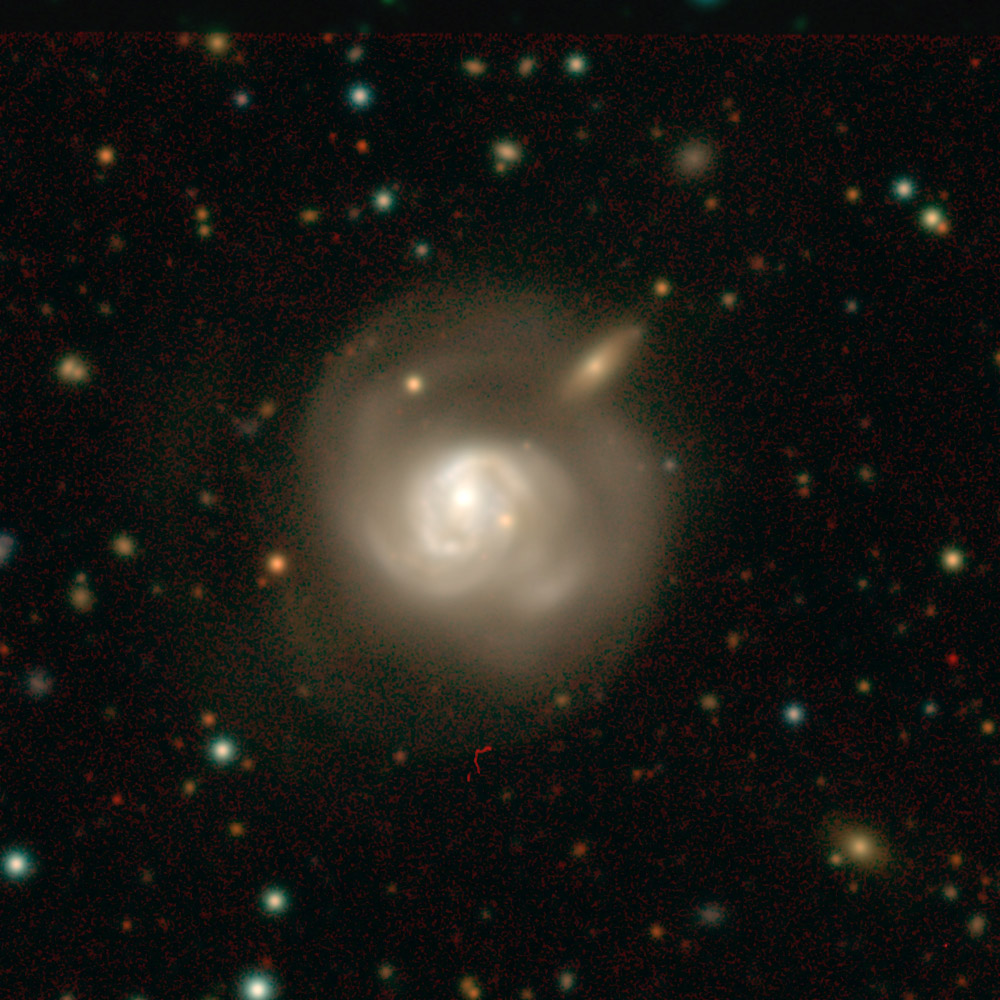
NGC 7130 par D. Lang, l'un des participants du projet « Legacy Surveys DR10 »

## Trou noir supermassif
Une étude réalisée  en 2007 auprès de 90 galaxies de type Seyfert 2 utilisant la dispersion des vitesses a permis d'estimer la masse des trous noirs supermassifs centraux de celles-ci. Pour NGC 7130, la masse du trou noir est égale à 33 × 106 {\displaystyle M_{\odot }} (107,52).
Selon une autre étude publiée en 2012, un trou noir supermassif trône au centre de la galaxie et plusieurs études de la dispersion des vitesses dans la région centrale ont permis d'estimer masse à 3,9 × 107 {\displaystyle M_{\odot }} (107,59).
Selon les auteurs d'un article publié en 2012, la connaissance de la masse d'un trou noir central et du taux d'accrétion par celui-ci permet d'estimer le taux de formation d'étoiles dans la région centrale des galaxies de type Seyfert. Ce taux pour NGC 7130 serait à l'intérieur et à l'extérieur d'un rayon de 1 kpc respectivement de 4,3 {\displaystyle M_{\odot }}/an  et de 6,7 {\displaystyle M_{\odot }}/an
.

## Caractéristiques

### Observation en lumière visible
Selon un article publié en 2014, NGC 7130 présente une forte activité dans son noyau ainsi que un sursaut de formation d'étoiles. NGC 7130 possède des bras de marée et des courants d'étoiles à la traîne. Les raies spectrales d'émission suggèrent un écoulement sortant de la galaxie, mais on ne sait pas si celui-ci provient de l'activité de son noyau ou du sursaut de formation d'étoiles.
L'écoulement sortant a été observé par le spectrographe 3D MUSE installé sur le Très Grand Télescope de l'Observatoire européen austral. Cet écoulement est biconique et orienté nord-sud. Sa vitesse par rapport au disque de NGC 7130 est de 110 km/s et sa longueur est d'au moins 3" (~900 pc). Le lobe décalé vers le bleu (celui qui s'approche de nous) montre une structure interne caractérisée par un panache bien tracé d'oxygène doublement ionisé (O III). Ce panache est aligné avec le jet radio, ce qui laisse supposer qu'il est propulsé par un jet. Le lobe décalé vers le rouge est visible à l'intérieur de l'axe principal nord-sud de l'écoulement, à une seconde d'arc à l'est du noyau. Le débit de sortie du gaz ionisé est de 1,5 ± 0,9 {\displaystyle M_{\odot }}/an.  

### Observation en infrarouge
Dans la  bande K infrarouge, NGC 7130 présente une barre centrale de 16 secondes d'arc dont l'ellipticité maximale est de 0,50. L'angle de position de celle-ci est de 0°. La luminosité dans l'infrarouge lointain de la galaxie est égale à 170 × 109 {\displaystyle L_{\odot }} (1011,23{\displaystyle L_{\odot }}) et sa luminosité dans l'infrarouge est de 224 × 109 {\displaystyle L_{\odot }} (1011,35{\displaystyle L_{\odot }}). 
Les émissions infrarouges permettent de déduire que la galaxie NGC 7130 est un cas remarquable d'un mélange d'activité provenant de son noyau (AGN) et de ses régions de formation d'étoiles. La transition de l'émission infrarouge due à l'activité AGN du centre à celle provenant de la formation d'étoiles a permis d'estimer le rayon de la région d'émission de raies spectrales étroites à 1,8 ± 0,8 pc (∼5,87 al).

### Observation en ultraviolet
Les données recueillies dans le domaine de l'ultraviolet (UV) montrent l'existence d'un sursaut de formation d'étoiles dans les noyaux de trois galaxies actives de type Seyfert 2, soit NGC 7130, NGC 5135 et IC 3639. Ces puissants sursauts se produisent dans un environnement poussiéreux dont la taille est comprise entre moins d'un parsec jusqu'à quelques centaines de parsec. Leur intensité UV implique un fort rougissement, d'une magnitude 2 à 3, ce qui implique des luminosités de l'ordre de 1010 {\displaystyle L_{\odot }} des régions de sursaut.
Des observations détaillées dans l’ultraviolet révèlent que NGC 7130 possède un anneau d’étoiles circumnucléaires asymétrique avec plusieurs nœuds. La taille de l’anneau est d’une seconde d’arc, ce qui correspond à environ 310 pc (∼1 010 al), dans la direction nord-sud, et de 0,7 seconde d’arc, soit de environ 220 pc (∼718 al), dans la direction est-ouest. Des émissions ultraviolettes sont aussi observées à l’intérieur des bras spiraux vers le bord d’attaque de la barre.

### Observation en rayonnement X
Cette galaxie a aussi fait l'objet d'observation par l'observatoire de rayons X Chandra. Deux sources sont à l'origine de la production du rayonnement X, l'activité AGN du noyau et la formation d'étoiles. La formation d'étoiles domine les radiations de 0,3 à 8 kev, provenant à la fois du sursaut d'étoiles dans le disque circumnucléaire et d'un disque étendu diffus. Ces deux régions étant à l'origine de 70% des rayons X détectés. L'activité AGN produit quant à elle la majorité des émissions à des énergies supérieures à 3 kev. 

## Supernova
Deux supernovas ont été découvertes dans NGC 7130 : SN 2010bt et SN 2017hgz.  

### SN 2010 bt
SN 2010bt a été découverte le 17 avril 2010 par l'astronome amateur sud-africain Berto Monard. D'une magnitude apparente de 15,8 au moment de sa découverte, elle était de type IIn.

### SN 2017hgz
SN 2017hgz a été découverte le 10 octobre 2017 par le programme automatisé de recherche de supernovas All Sky Automated Survey for SuperNovae. Cette supernova était de type Ia et sa magnitude au moment de sa découverte était de 15,5. 

## Groupe d'IC 5105
Selon A. M. Garcia, NGC 7130 fait partie du groupe d'IC 5105. Ce groupe de galaxies renferme au moins 19 membres. Les autres galaxies du groupe sont NGC 7057, NGC 7060, NGC 7072, NGC 7075, NGC 7087, NGC 7110, IC 5105, IC 5105A, IC 5128, IC 5139, et huit galaxies du catalogue ESO.